# One Nite Alone... Live!
One Nite Alone... Live! is een albumbox van de Amerikaanse popartiest Prince. Het materiaal is opgenomen tijdens concerten van de One Nite Alone... tour. Het album is uitgebracht in 2002, maar vele nummers zijn nieuwe arrangementen van muziek van meer dan 20 jaar eerder. De eerste twee discs bevatten materiaal van reguliere concerten, de derde disc bevat materiaal van aftershows.

## De optredens
Het album is samengesteld uit concerten en aftershows gegeven in Washington, Indianapolis, Portland, Lakeland, Los Angeles, Oakland, Seattle, Houston en New York. Ondanks dat het album uit meerdere optredens bestaat, valt dit niet te horen.
Hoogtepunten van de optredens zijn Sometimes It Snows In April en Adore op de piano, een verlengde versie van Joy In Repetition en een energierijke When U Were Mine met een prachtige gitaarsolo.
Prince wordt tijdens de optredens begeleidt door onder andere:
- Maceo Parker - saxofoon
- Candy Dulfer - saxofoon
- Renato Neto - keyboards
- Greg Boyer - trombone
- John Blackwell - drums
- Rhonda Smith - elektrische contrabas

De muziek van de eerste disc bestaat voor een groot deel uit nummers van het album The Rainbow Children. Daarnaast staan er op de eerste disc een aantal Prince klassiekers.
Op de tweede disc speelt Prince hoofdzakelijk solo op de piano en zingt uiteraard, zoals gesuggereerd wordt in de titel van het album. De gespeelde nummers bestaan vooral uit Prince klassiekers. Uitzonderingen hierop zijn Family Name en The Everlasting Now van The Rainbow Children en het titelnummer One Nite Alone... van het album One Nite Alone....

## De box
Naast de drie discs is er in de box een boekwerk te vinden met vele foto's, commentaar van bezoekers van de concerten, commentaar van critici, feiten aangaande de concerten en verslagen over de huidige muziekbranche.
Op de box staat een foto van Prince met een indringende blik. Aan de zijkant vindt men een uitgerekte afbeelding van een klavier. Op de achterkant staan de nummers vermeld.

## Nummers
|     | Disc 1                                                          |       |
| 01. | Rainbow Children                                                | 11:46 |
| 02. | Muse 2 the Pharaoh                                              | 4:49  |
| 03. | Xenophobia                                                      | 12:40 |
| 04. | Extraordinary                                                   | 5:02  |
| 05. | Mellow                                                          | 4:30  |
| 06. | 1+1+1 Is 3                                                      | 6:05  |
| 07. | Other Side of the Pillow                                        | 4:46  |
| 08. | Strange Relationship                                            | 4:13  |
| 09. | When U Were Mine                                                | 3:47  |
| 10. | Avalanche                                                       | 6:04  |
|     | (track 5 t/m 16 is de pianosolo)                                |       |
| 01. | Family Name                                                     | 7:17  |
| 02. | Take Me with U                                                  | 2:54  |
| 03. | Raspberry Beret                                                 | 3:26  |
| 04. | Everlasting Now                                                 | 7:41  |
| 05. | One Nite Alone...                                               | 1:12  |
| 06. | Adore                                                           | 5:33  |
| 07. | Eye Wanna Be Ur Lover                                           | 1:22  |
| 08. | Do Me, Baby                                                     | 1:56  |
| 09. | Condition of the Heart (interlude)                              | 0:39  |
| 10. | Diamonds and Pearls                                             | 0:41  |
| 11. | The Beautiful Ones                                              | 2:10  |
| 12. | Nothing Compares 2 U                                            | 3:48  |
| 13. | Free                                                            | 1:06  |
| 14. | Starfish and Coffee                                             | 1:07  |
| 15. | Sometimes It Snows In April                                     | 2:41  |
| 16. | How Come U Don't Call Me Anymore?                               | 5:07  |
| 17. | Anna Stesia                                                     | 13:12 |
|     | Bonus Disc - The Aftershow: It Ain't Over                       |       |
| 1.  | Joy In Repetition                                               | 10:56 |
| 2.  | We Do This (met George Clinton)                                 | 4:42  |
| 3.  | Medley: Just Friends (Sunny)/If You Want Me to Stay (met Musiq) | 4:26  |
| 4.  | 2 Nigs United 4 West Compton                                    | 6:15  |
| 5.  | Alphabet Street                                                 | 2:55  |
| 6.  | Peach (Xtended Jam)                                             | 11:19 |
| 7.  | Dorothy Parker                                                  | 6:17  |
| 8.  | Girls & Boys                                                    | 6:59  |
| 9.  | The Everlasting Now (Vamp)                                      | 1:49  |